# Catriona
Catriona is een geslacht van weekdieren uit de klasse van de Gastropoda (slakken).

## Soorten
- Catriona aurantia (Alder & Hancock, 1842)
- Catriona casha Gosliner & Griffiths, 1981
- Catriona columbiana (O'Donoghue, 1922)
- Catriona gymnota (Couthouy, 1838) = Gorgelpijpknotsslak
- Catriona lonca Er. Marcus, 1965
- Catriona maua Ev. Marcus & Er. Marcus, 1960
- Catriona nigricolora (Baba, 1955)
- Catriona oba Ev. Marcus, 1970
- Catriona pinnifera (Baba, 1949)
- Catriona rickettsi Behrens, 1984
- Catriona signifera Baba, 1961
- Catriona susa Ev. Marcus & Er. Marcus, 1960
- Catriona tema Edmunds, 1968
- Catriona urquisa Er. Marcus, 1965
- Catriona venusta (Baba, 1949)

Niet geaccepteerde soorten:
- Catriona anulata (Baba, 1949) → Cuthona anulata (Baba, 1949) → Trinchesia anulata (Baba, 1949)
- Catriona beta Baba & Abe, 1964 → Trinchesia beta (Baba & Abe, 1964)
- Catriona catachroma Burn, 1963 → Trinchesia catachroma (Burn, 1963)
- Catriona ornata (Baba, 1937) → Cuthona ornata Baba, 1937 → Trinchesia ornata (Baba, 1937)
- Catriona perca Marcus Er., 1958 → Cuthona perca (Er. Marcus, 1958)
- Catriona puellula (Baba, 1955) → Cuthona puellula (Baba, 1955)
- Catriona pupillae Baba, 1961 → Trinchesia pupillae (Baba, 1961)
- Catriona purpureoanulata Baba, 1961 → Cuthona purpureoanulata (Baba, 1961) → Abronica purpureoanulata (Baba, 1961)
- Catriona speciosa Macnae, 1954 → Trinchesia speciosa (Macnae, 1954)
- Catriona tina Marcus Er., 1957 → Cuthona tina (Er. Marcus, 1957)
- Catriona viridiana Burn, 1962 → Trinchesia viridiana (Burn, 1962)